# Сергей Алексеев
Сергей Алексеев е руски писател на произведения в жанра драма, съвременен, приключенски и исторически роман.

## Биография и творчество
Сергей Трофимович Алексеев е роден на 20 януари 1952 г. в село Алейка, Зирянски район, Томска област, СССР. Заради професията на баща си още от 5-годишна възраст започва да се занимава с лов и риболов. Училището е на 7 километра от дома му и той ходи до него пеша ежедневно. След завършване на 8-и клас започва работа в близкия индустриален комплекс, като продължава да учи във вечерното училище. През 1968 г. постъпва в Техническото училище за геоложки проучвания в Томск, а нощно време работи във фабрика за бонбони. В периода 1970-1972 г. отбива службата си в армията като част от специалния батальон в Москва, охраняващ съоръженията на третия специален отдел на Министерството на финансите на СССР.
Демобилизиран продължава да учи в техникума, а след като завършва през 1974 г. работи като геолог на полярна експедиция в Таймир. Година по-късно се връща в Томск, постъпва на служба в милицията като инспектор в отдела за криминални разследвания и достига до чин лейтенант. Едновременно учи задочно в Юридическия факултет на Томския държавен университет. През 1976 г. е привлечен от литературата и през 1977 г. напуска милицията и университета и започва да пише разкази. За да се издържа, от 1978 г. и следващите няколко години работи в Томската експедиция за геоложки проучвания, в томския регионален вестник „Красное знамя“ като кореспондент на катедрата по петрогеология и строителство, както и като техник в Научноизследователския институт за високи напрежения. Едновременно прави самостоятелни експедиции в старообредните манастири на територията на Северния и Приполярния Урал и други места, които после стават фон на историите в произведенията му.
През 1985 г. се премества да живее във Вологда. Обича да строи сам къщи, бани и камини. От 2016 г. често живее в селска къща в Урал н село Павда, Свердловска област.
През 1985 г. за романа си „Словото“ получава наградата „Ленински комсомол“, а през 1987 г. – наградата на Съюза на писателите на СССР за романа „Рой“. През 1987 г. завършва висши литературни курсове. През 1995 г. получава наградата „Михаил Шолохов“ за романа „Завръщането на Каин“, а през пролетта на 2009 г. печели наградата „Кузбас“ за романа „Русия: ние и светът“.
Творчеството му се отличава със смесването на реализъм, символика и мистицизъм. В произведенията си развива идеите на руския неопаганизъм, включително произхода на руснаците от древните арийци. Част от творчеството му е екранизирано.

## Произведения

### Самостоятелни романи
- Слово (1985)
- Рой (1988)
- Возвращение Каина (1994)
- Удар „Молнии“ (1999)
- Долина смерти (1997)
- Утоли моя печали (1998)
На разлома на времето, изд.: ИК „Персей“, София (2016), прев. Мариян Петров
Иконите не горят, изд.: ИК „Персей“, София (2016), прев. Мариян Петров
- Аз Бога Ведаю (1999)
- Кольцо принцессы (2000)
- Покаяние пророков (2002)
- Когда Боги спят (2003)
- Скорбящая вдова (2004)
- Молчание пирамид (2006)
Мълчанието на пирамидите, изд.: ИК „Персей“, София (2010), прев. Мариян Петров
- Роковой срок (2007)
- Игры с хищником (2008)
- Невеста для варвара (2008)
- Мутанты (2009)
- Чудские копи (2010)
- Изгой Великий (2012)
- Понтифик из Гулага (2015)
- Чёрная сова (2016)
- Обнажение чувств (2017)

### Серия „Крамола“ (Крамола)
1. Столпотворение (1990)
2. Доля (1991)

### Серия „Съкровищата на валкириите“ (Сокровища Валькирии)
1. Стоящий у Солнца (1995)
Съкровищата на Валкирия, изд.: ИК „Персей“, София (2009), прев. Мариян Петров
2. Страга севера (1997)
Избраният от Валкирия, изд.: ИК „Персей“, София (2009), прев. Мариян Петров
3. Земля сияющей власти (1997)
Валкирия и новият световен ред, изд.: ИК „Персей“, София (2009), прев. Мариян Петров
4. Звёздные раны (2000)
Звездни рани, изд.: ИК „Персей“, София (2009), прев. Мариян Петров
5. Хранитель силы (2001)
Пазителят на силата, изд.: ИК „Персей“, София (2009), прев. Мариян Петров
6. Правда и вымысел (2003)
7. Птичий путь (2012)

### Серия „Вълча хватка“ (Волчья хватка)
1. Волчья хватка (2000)
2. Волчья хватка – 2 (2006)
3. Волчья хватка – 3 (2013)

### Серия „Арвара“ (Арвары)
1. Родина Богов (2004)
2. Магический кристалл (2004)

### Серия „Карагач“ (Карагач)
1. Очаровательная блудница (2010)
2. Запах цветущего кедра (2015)

### Повести
- Тайна третьего кургана (1983)
- Блуждающие токи (1981)
- Клещ (1981)
- Дороги (1983)
- Растрата (1984)
- Не поле перейти (1984)
- Материк (1987)
- Хлебозоры (1990)
- Хозяин болота (1990)

### Пиеси
- Верните бабушке ружьё (1987)
- Молился Богу сатана (1991)
- Казнить нельзя помиловать (1992)

### Сборници
- Узел (1981)
- Тайна третьего кургана (1983)
- Таёжный омут (1984)
- Суд (1985)
- Хозяин болота (2008)
- Живая вода (2014)

### Екранизации
- 1989 Продление рода
- 1990 Рой